# Montepulciano

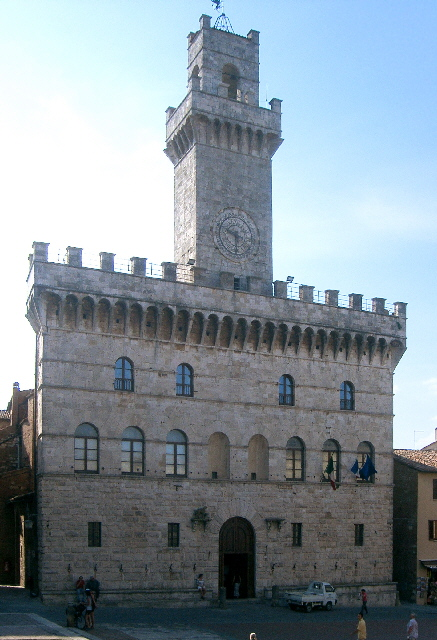
Palazzo Comunale

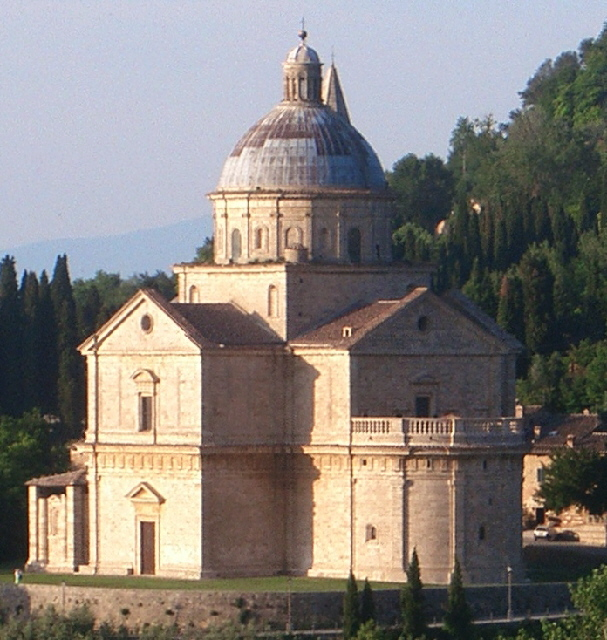
Kerk Madonna di San Biagio

Montepulciano is een stad in Toscane (Italië), dicht bij de grens met Umbrië. Het ligt tussen Pienza en Chiusi en is bereikbaar via een afslag van de A1 of vanaf Siena via de S146. De stad telt ongeveer 14.000 inwoners.

## Stad en bezienswaardigheden
Vanaf de muren en versterkingen van de stad heeft men een mooi uitzicht over Umbrië en Zuid-Toscane. Montepulciano ligt in een wijnstreek waar de bekende Vino-Nobilewijn gemaakt wordt. Binnen de stadsmuren bevinden zich vele palazzi in renaissance-stijl. De hoofdstraat, de Corso, is zeer steil en leidt naar de Dom van Montepulciano, die gebouwd is in de 16e en 17e eeuw. Deze kerk herbergt een van de meesterwerken van de Siënese leerschool: De Maria Hemelvaart van Taddeo di Bartolo. Aan de rand van de stad staat de Tempio di Biagio, die in hoogrenaissance-stijl is gemaakt.
Overige bezienswaardigheden:
- Piazza Grande
- Palazzo Comunale
- Palazzo Nobili-Tarugi
- Palazzo Contucci
- Pozzo, een put
- Kerk Madonna di San Biagio gebouwd door Antonio da Sangallo de Oude, in 1529 ingewijd door Paus Clemens VII
- Kerk Santa Maria delle Grazie uit 16e eeuw met bespeelbaar renaissance-orgel.

## Evenementen
- Cantiere Internazionale d’Arte (een groot internationaal muziek- en kunstfestival)
- Traditionele wijnvatenrace op de laatste zondag van augustus, tussen de verschillende wijken (contrade) van de stad, voorafgegaan door een optocht in 13e-eeuwse kledij

## Geboren in Montepulciano
- Angelo degli Ambrogini (1454-1494), dichter, beter bekend als “Il Poliziano”
- Paus Marcellus II (1501-1555), geboren als Marcello Cervini
- H. Robertus Bellarminus s.j. (1542-1621), kardinaal en kerkleraar
- Antonio Pandolfi Mealli (1624-1687(?)), componist en violist

## Afbeeldingen

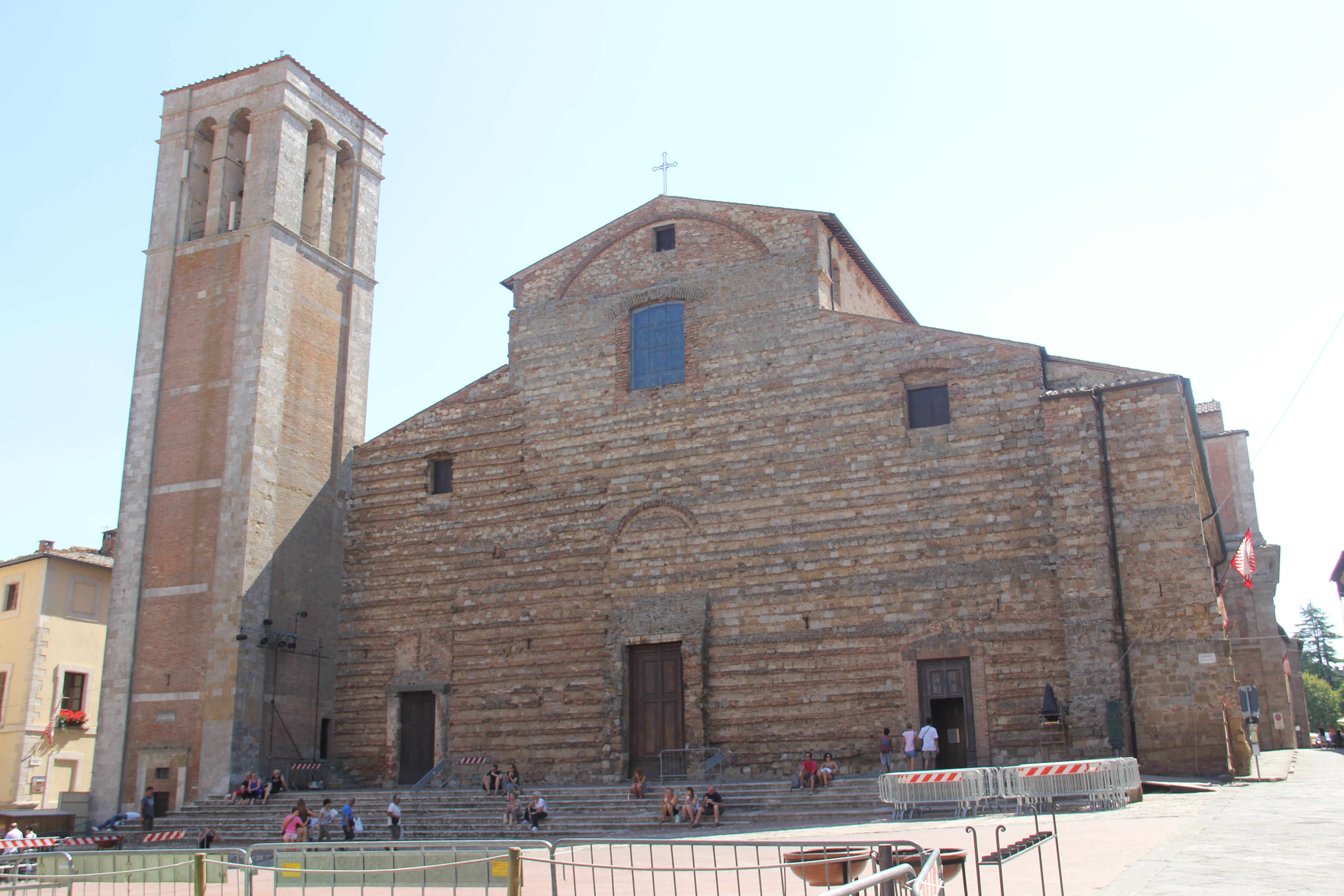
Dom van Montepulciano
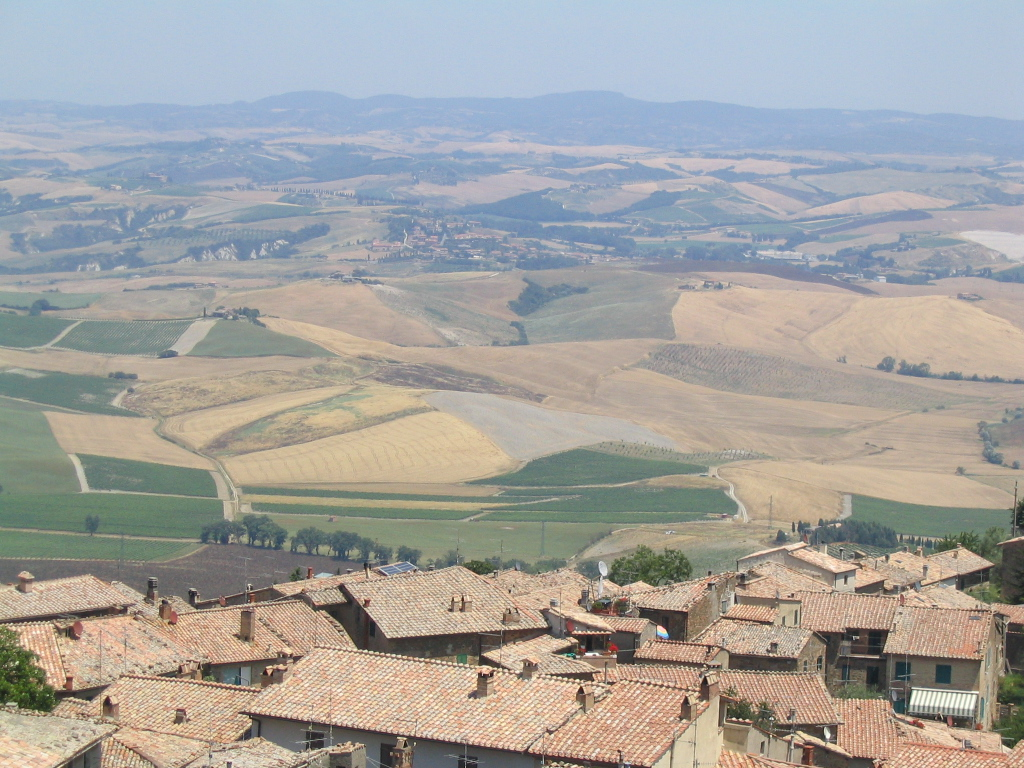
Omringende landschap
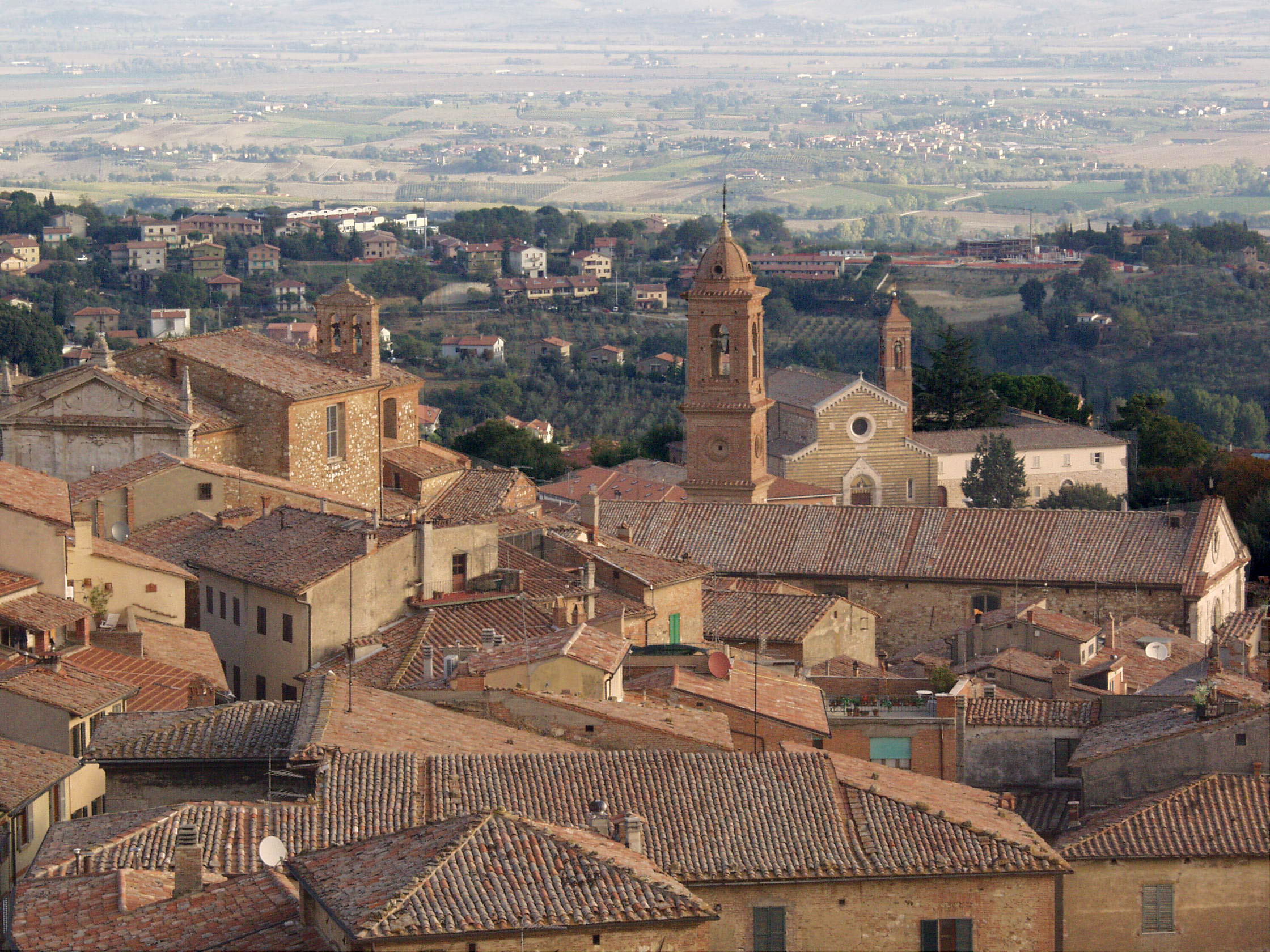
Zicht op de stad

## Trivia
- Een gedeelte van de film The Twilight Saga: New Moon is opgenomen in Montepulciano.